# 方品宝
方品宝（1940年—），男，浙江慈溪人，中国跳伞运动员，运动健将，国际级跳伞裁判员。